# Appendixia closterium
Appendixia closterium är en svampart som först beskrevs av Berk. & M.A. Curtis, och fick sitt nu gällande namn av B.S. Lu & K.D. Hyde 2000. Appendixia closterium ingår i släktet Appendixia och familjen kolkärnsvampar.   Inga underarter finns listade i Catalogue of Life.